# Anselmo Moreno
Anselmo Moreno (* 28. Juni 1985 in El Martillo, Panama) ist ein panamaischer Boxer im Bantamgewicht.

## Profikarriere
Im Jahre 2002 begann Anselmo Moreno seine Profikarriere. Am 9. Juli 2008 boxte er gegen Wladimir Sidorenko um den regulären Weltmeistertitel des Verbandes WBA und siegte durch einstimmige Punktrichterentscheidung. Diesen Gürtel verteidigte er insgesamt zehn Mal. Zudem wurde er am 19. November 2010 zum Superchampion ernannt. Er verlor den Titel am 10. November 2012 gegen Abner Mares durch einstimmigen Beschluss.